# Basztankiw
Basztankiw (ukr. Баштанків; pol. hist. Basztanków) – wieś na Ukrainie w rejonie podolskim, obwodu odeskiego, na historycznym Podolu.
W czasach I Rzeczypospolitej wieś leżała w województwie bracławskim w prowincji małopolskiej Korony Królestwa Polskiego. W 1789 była prywatną wsią, należącą do Urbanowskich. Odpadła od Polski w wyniku II rozbioru.

## Dwór
- Dwór wybudowany pod koniec XVIII wieku lub na początku XIX wieku. Przebudowany w połowie XIX w. przez przedłużenie lewego skrzydła[3].